# Ull d'Horus

Ull d'Horus

L'Ull d'Horus o Udjat («el que està complet») era un símbol solar de característiques màgiques, protectores, apotropaiques, purificadores i guaridores que encarnava l'ordre, l'estat perfecte. L'Udyat és un símbol d'estabilitat còsmico-estatal. S'associa amb la Lluna.

## Mitologia
Horus era fill d'Osiris, el déu que va ser assassinat pel seu propi germà Seth. Horus va mantenir una sèrie d'acarnissats combats amb Seth per venjar el seu pare. En el transcurs d'aquestes lluites, els contendents van patir múltiples ferides i algunes pèrdues vitals, com la mutilació de l'ull esquerre d'Horus. Però, gràcies a la intervenció de Thot, l'ull d'Horus va ser substituït per l'Udjat perquè el déu pogués recuperar la vista. Aquest ull era especial i estava dotat de qualitats màgiques.

## Amulet màgic
Es va utilitzar per primera vegada com a amulet màgic quan Horus el va fer servir per retornar la vida a Osiris.
Va gaudir de gran popularitat en l'Antic Egipte i va ser considerat un amulet dels més poderosos: potenciava la vista, protegia i remeiava les malalties oculars, contrarestava els efectes del «mal d'ull» i, a més, protegia els difunts. Com a talismà, simbolitza la salut, la prosperitat, la indestructibilitat del cos i la capacitat de renéixer.
Textos de les Piràmides: declaració 258, a la piràmide d'Unas.
| « | El seu mal és expulsat! S'ha purificat amb l'Ull d'Horus. | » |

## Característiques protectores
Llibre dels Morts: capítol 112 

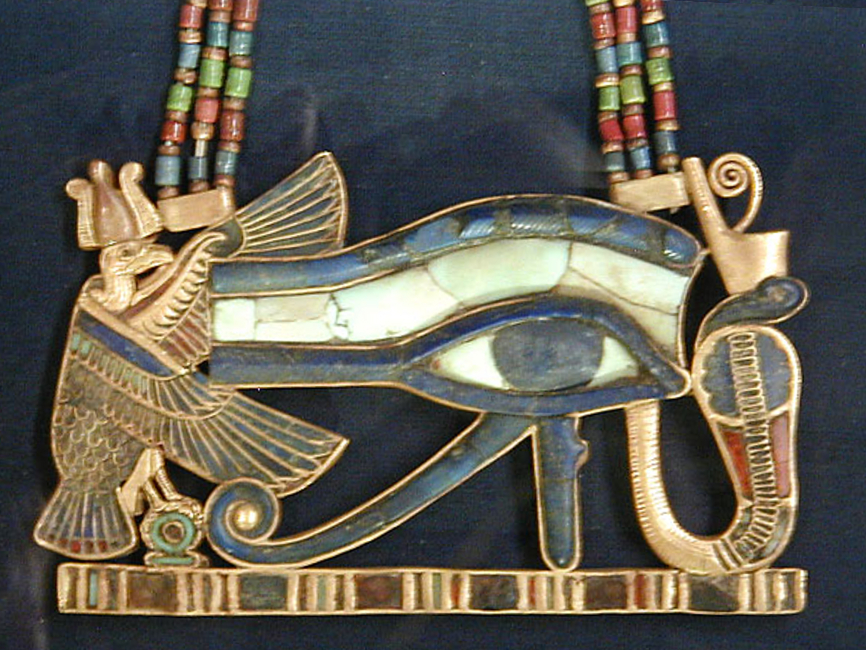
Penjoll de l'Ull d'Horus

| « | L'Ull d'Horus és la teva protecció, Osiris, Senyor dels Occidentals, constitueix una salvaguarda per a tu: rebutja tots els teus enemics, tots els teus enemics són apartats de tu. | » |

Textos dels Sarcòfags: Encanteri 64 
| « | Et porto l'Ull d'Horus perquè el teu cor pugui alegrar-se... | » |

Encanteri 316
| « | Jo sóc el fer Ull d'Horus, que va marxar terrible... | » |

## Fraccions egípcies

L'ull d'Horus: els primers nombres racionals

Els egipcis van utilitzar un sistema molt antic per representar fraccions en mesures agràries de superfície i volum, basat en les divisions entre dos 1 / 2. Els signes de les fraccions més grans van ser presos de les parts que componien el jeroglífic de l'ull d'Horus.
Cada fracció es representava mitjançant una grafia del jeroglífic de l'ull:
| D11 |

| D11 |

| D12 |

| D12 |

| D13 |

| D13 |

| D14 |

| D14 |

| D15 |

| D15 |

| D16 |

| D16 |

## L'Ull de Ra

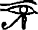
Ull de Ra

Tot i que poden semblar idèntics, l'Ull de Ra es representa de manera invertida (és l'ull dret, i no pas l'esquerre, com l'Ull d'Horus). L'Ull de Ra també s'anomena Ull d'Aton i Ull de l'Est. Simbolitza el disc solar i s'identifica amb les deïtats solars, com Ra, Amon-Ra, Ra-Horakty i Aton, entre d'altres. També està relacionat amb algunes deesses, que s'identifiquen amb ell per adquirir-ne els poders; són sempre o bé les filles o bé les parelles de Ra.